# Cymbopogon pruinosus
Cymbopogon pruinosus là một loài thực vật có hoa trong họ Hòa thảo. Loài này được (Nees ex Steud.) Chiov. mô tả khoa học đầu tiên năm 1909.